# Уво на погрешном месту
Уво на погрешном месту  или аурикуларна дистопија је аномалија спољашњег ува у којој се ушна шкољка развија на месту где не би тебало да буде (ниско или високо постављена ушна шкољка, или ушна шкољка на делу образа).

## Дијагноза
Клиничка анамнеза са клиничком сликом довољна је за дијагностицирање урођеног ува на погрешном месту.
У случају да је аномалија комбинована са другим аномалијама лобање и неких унутрашњих органа узимају се у обзир генетска, метаболичка и кариотипска испитивања.

## Терапија
Лечење ове урођене аномалија је искључиво хируршким захватом. Понекад је потребно више интервенција да би се постигли задовољавајући резултати. 
Лечење је у домену реконструктивног хирурга, а могу се направити и протезе од шкољки које дају сјајне резултате јер природно делују.